# اقتراب مرئي

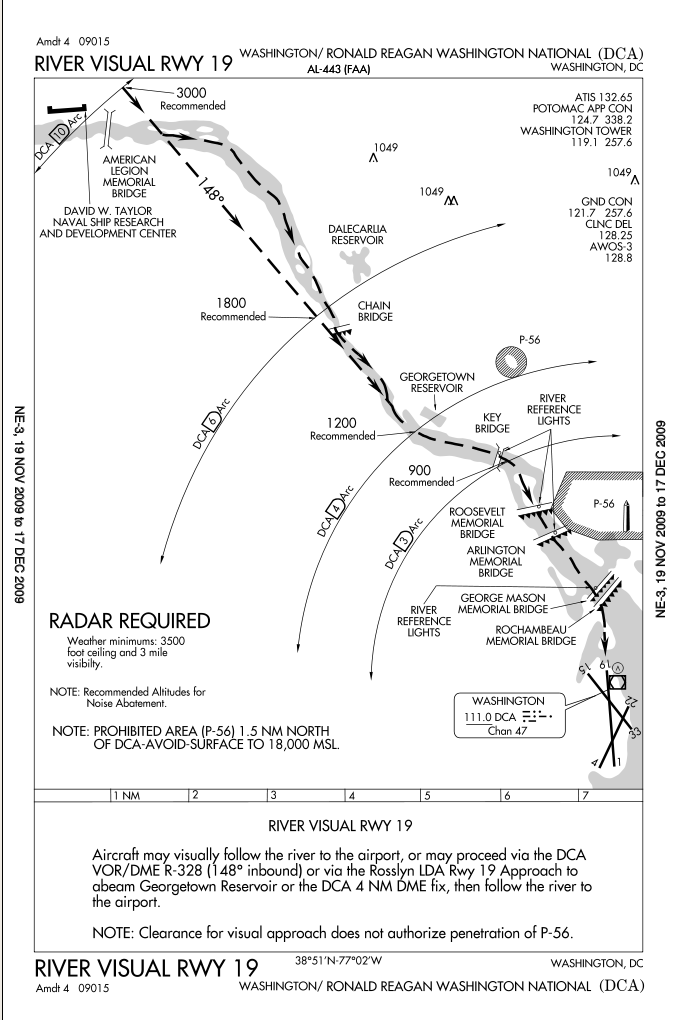
لوحة الاقتراب من النهر البصري 19 في مطار رونالد ريغان واشنطن الوطني. يطير الطيارون فوق نهر بوتوماك حتى فوق جسر روشامبو التذكاري في الوقت الذي يصطفون فيه لاقترابهم النهائي.

الاقتراب المرئي أو الاقتراب البصري (visual approach) هو اقتراب لمدرج في مطار يتم إجراؤه بموجب قواعد الطيران الآلي (IFR) وذلك من خلال تقدم الطيار إلى المطار استنادا إلى مرجع مرئي وطقس خالي من السحب. يجب أن يكون لدى الطيار بشكل دائم مدى رؤية للمطار أو الطائرة السابقة. يجب أن يكون هذا الاقتراب مصرحًا به وأن يخضع لسيطرة مرفق مراقبة الحركة الجوية (ATC) المناسب. يضيف تعريف منظمة الطيران المدني الدولي (ICAO) أن الاقتراب المرئي يمكن أن يبدأ عندما «لا يكتمل أي جزء من الاقتراب بالأجهزة أو كله»، ويختلف اختلافًا طفيفًا فقط عن لائحة إدارة الطيران الفيدرالية ويكون مطابقًا بشكل أساسي.

## الهدف
يسمح الاقتراب المرئي للطيار بالطيران إلى المدرج دون الحاجة إلى تنفيذ اقتراب بالاجهزة. يمكن أن يؤدي ذلك إلى تقليل عبء العمل على الطيار والمراقب بشكل كبير، وتسريع حركة المرور عن طريق تقصير مسارات الرحلة إلى المطار. يمكن أن يؤدي اتخاذ طريق أقصر إلى المطار بدلاً من الطيران باستخدام إجراء اقتراب معقد للأجهزة (IAP) إلى زيادة سلامة الطيارين، حيث تحدث المهام الحاسمة للاقتراب والهبوط عندما يكون الطيارون أكثر إرهاقًا. يستفيد المتحكمون أيضًا من الأساليب المرئية، الذين يعتبر الاقتراب المرئي بالنسبة لهم أداة أساسية في محاولة زيادة تدفق حركة المرور (خاصة في المطارات المزدحمة). تعمل الاقترابات المرئية على تقليل عبء عمل وحدة التحكم بشكل كبير - قد يتم تقليل متطلبات فصل IFR الخاصة بـ ATC، وفقًا لقواعد وظروف محددة، مما يخفف من عبء التحكم.
يمكن أن تؤدي الاقترابات المرئية أيضًا إلى مخاطر إضافية مثل الخطأ في تحديد مدرج الهبوط، مما أدى إلى هبوط طائرة أطلس بوينغ 747-400 إل سي إف في مطار الكولونيل جيمس جبارا الصغير بدلاً من قاعدة ماكونيل الجوية حيث كانت تنوي الهبوط. وقعت حوادث أخرى مماثلة. لا سيما في المجال الجوي المزدحم، يمكن للنهج المرئية أن تزيد من عبء العمل التجريبي بسبب الوعي الظرفي العالي المطلوب. هذا لأنه عندما يقبل الطيار اقتراباً مرئيًا، يقبل الطيار مسؤولية إنشاء فترة هبوط آمنة خلف الطائرة السابقة، بالإضافة إلى تجنب اضطرابات الاستيقاظ والبقاء خاليًا من السحب.
وفقًا لـوثائق أيكاو 4444، (معرف، 6.5.3 + 6.5.4.3 + 8.9.5) الاقتراب من خلال رحلة IFR عندما لا يكتمل أي جزء أو كل إجراء نهج الأداة ويتم تنفيذ النهج في مرجع مرئي للتضاريس. يجب أن يحافظ الطيار على مرجع مرئي للتضاريس ويجب أن يكون السقف المبلغ عنه عند مستوى الاقتراب الأولي المعتمد أو أعلى منه. الظروف المترولوجية هي التي يمكن من خلالها إكمال النهج البصري والهبوط. بالنسبة لمتجهات الرادار، يجب إصدار تصريح للاقتراب البصري فقط إذا أبلغ الطيار عن وجود المطار أو الطائرة التي تسبقه في الأفق، في الوقت الذي تتوقف فيه المتجهات عادةً.
جزء (NCO.OP صفحة 27): لا يُسمح بالاقتراب المرئي عندما يكون مدى رؤية المدرج (RVR) أقل من 800 متر.